# Fenerbahçe Spor Kulübü 2014-2015 (pallavolo femminile)
Questa voce raccoglie le informazioni riguardanti il Fenerbahçe Spor Kulübü nella stagione 2014-2015.

## Organigramma societario
Area direttiva
- Presidente: Aziz Yıldırım

Area tecnica
- Allenatore: Marcello Abbondanza
- Secondo allenatore: Michele Fanni
- Statistico: Görkem Diken

## Rosa
| N° | Nome               | Ruolo | Data di nascita   | Nazionalità sportiva |
| -- | ------------------ | ----- | ----------------- | -------------------- |
| 1  | Christina Bauer    | C     | 1º gennaio 1988   | Francia              |
| 2  | Merve Dalbeler     | L     | 27 giugno 1987    | Turchia              |
| 3  | Madelaynne Montaño | O     | 6 gennaio 1983    | Colombia             |
| 5  | Kristin Richards   | S     | 30 giugno 1985    | Stati Uniti          |
| 6  | Polen Uslupehlivan | O     | 19 luglio 1993    | Turchia              |
| 7  | Elif Ağca          | P     | 10 febbraio 1984  | Turchia              |
| 8  | Dicle Babat        | C     | 15 settembre 1992 | Turchia              |
| 9  | Meliha İsmailoğlu  | S     | 17 settembre 1993 | Turchia              |
| 10 | Kim Yeon-koung     | S     | 26 febbraio 1988  | Corea del Sud        |
| 11 | Ezgi Dilik         | P     | 12 giugno 1995    | Turchia              |
| 12 | Melis Yılmaz       | L     | 28 giugno 1997    | Turchia              |
| 14 | Eda Erdem          | C     | 22 febbraio 1987  | Turchia              |
| 16 | Lucia Bosetti      | S     | 9 luglio 1989     | Italia               |
| 17 | Eleonora Lo Bianco | P     | 22 dicembre 1979  | Italia               |
| 18 | Gökçen Denkel      | C     | 2 agosto 1985     | Turchia              |

## Mercato
| Acquisti | Acquisti           | Acquisti    | Acquisti      |
| R.       | Nome               | da          | Modalità      |
| -------- | ------------------ | ----------- | ------------- |
| O        | Madelaynne Montaño | Galatasaray | definitivo    |
| S        | Kristin Richards   | Campinas    | definitivo    |
| O        | Polen Uslupehlivan | VakıfBank   | definitivo    |
| C        | Dicle Babat        | Beşiktaş    | definitivo    |
| S        | Meliha İsmailoğlu  | İlbank      | definitivo    |
| P        | Ezgi Dilik         | Sarıyer     | fine prestito |
| L        | Melis Yılmaz       | giovanili   | definitivo    |
| S        | Lucia Bosetti      | River       | definitivo    |
| P        | Eleonora Lo Bianco | Galatasaray | definitivo    |

| Cessioni | Cessioni         | Cessioni         | Cessioni   |
| R.       | Nome             | a                | Modalità   |
| -------- | ---------------- | ---------------- | ---------- |
| O        | Aneta Havlíčková | Lokomotiv Baku   | definitivo |
| S        | Elif Onur        | Beşiktaş         | definitivo |
| L        | Derya Çayırgan   | Karşıyaka        | definitivo |
| C        | İpek Soroğlu     | Bursa BB         | definitivo |
| O        | Seda Tokatlıoğlu | Beijing          | definitivo |
| P        | Nilay Benli      | Eczacıbaşı       | definitivo |
| P        | Alisha Glass     | Imoco            | definitivo |
| S        | Fernanda Garay   | Dinamo Krasnodar | definitivo |

## Risultati

### Voleybol 1. Ligi

#### Regular season

##### Andata
| 1ª giornata - 25 ottobre 2014 Burhan Felek Spor Salonu, Istanbul     | Fenerbahçe  | 3 - 0 | Sarıyer     | 25-11, 25-15, 25-18               |
| 2ª giornata - 1 novembre 2014 Burhan Felek Spor Salonu, Istanbul     | Galatasaray | 0 - 3 | Fenerbahçe  | 19-25, 25-27, 13-25               |
| 3ª giornata - 4 novembre 2014 Burhan Felek Spor Salonu, Istanbul     | Fenerbahçe  | 3 - 0 | İdman Ocağı | 25-21, 25-19, 25-21               |
| 4ª giornata - 8 novembre 2014 Cengiz Göllü Kapalı Spor Salonu, Bursa | Bursa BB    | 0 - 3 | Fenerbahçe  | 24-26, 10-25, 14-25               |
| 5ª giornata - 16 novembre 2014 Burhan Felek Spor Salonu, Istanbul    | Fenerbahçe  | 3 - 2 | Eczacıbaşı  | 25-21, 21-25, 23-25, 25-18, 15-13 |
| 6ª giornata - 22 novembre 2014 Burhan Felek Spor Salonu, Istanbul    | VakıfBank   | 3 - 1 | Fenerbahçe  | 25-19, 20-25, 25-12, 25-21        |
| 7ª giornata - 29 novembre 2014 Burhan Felek Spor Salonu, Istanbul    | Fenerbahçe  | 3 - 0 | İlbank      | 25-21, 25-21, 25-23               |
| 8ª giornata - 2 dicembre 2014 Yeşilyurt Spor Salonu, Istanbul        | Yeşilyurt   | 0 - 3 | Fenerbahçe  | 13-25, 14-25, 13-25               |
| 9ª giornata - 5 dicembre 2014 Cengiz Göllü Kapalı Spor Salonu, Bursa | Nilüfer     | 1 - 3 | Fenerbahçe  | 23-25, 22-25, 30-28, 13-25        |
| 10ª giornata - 13 dicembre 2014 Burhan Felek Spor Salonu, Istanbul   | Fenerbahçe  | 3 - 1 | Beşiktaş    | 18-25, 25-20, 25-14, 25-14        |
| 11ª giornata - 20 dicembre 2014 Anafartalar Spor Salonu, Çanakkale   | Çanakkale   | 0 - 3 | Fenerbahçe  | 22-25, 15-25, 20-25               |

##### Ritorno
| 12ª giornata - 25 febbraio 2015 Bahçeköy Orman Fakültesi Spor Salonu, Istanbul | Sarıyer     | 0 - 3 | Fenerbahçe  | 13-25, 17-25, 19-25               |
| 13ª giornata - 18 gennaio 2015 Burhan Felek Spor Salonu, Istanbul              | Fenerbahçe  | 3 - 0 | Galatasaray | 25-19, 25-20, 27-25               |
| 14ª giornata - 25 gennaio 2015 Trabzon 19 Mayıs Spor Salonu, Trebisonda        | İdman Ocağı | 1 - 3 | Fenerbahçe  | 19-25, 15-25, 27-25, 24-26        |
| 15ª giornata - 1 febbraio 2015 Burhan Felek Spor Salonu, Istanbul              | Fenerbahçe  | 3 - 0 | Bursa BB    | 25-12, 25-18, 25-20               |
| 16ª giornata - 6 febbraio 2015 Eczacıbaşı Spor Salonu, Istanbul                | Eczacıbaşı  | 0 - 3 | Fenerbahçe  | 25-27, 20-25, 14-25               |
| 17ª giornata - 15 febbraio 2015 Burhan Felek Spor Salonu, Istanbul             | Fenerbahçe  | 2 - 3 | VakıfBank   | 25-16, 20-25, 25-21, 22-25, 13-15 |
| 18ª giornata - 22 febbraio 2015 Başkent Voleybol Salonu, Ankara                | İlbank      | 0 - 3 | Fenerbahçe  | 16-25, 18-25, 21-25               |
| 19ª giornata - 1 marzo 2015 Burhan Felek Spor Salonu, Istanbul                 | Fenerbahçe  | 3 - 0 | Yeşilyurt   | 25-21, 25-12, 25-15               |
| 20ª giornata - 8 marzo 2015 Burhan Felek Spor Salonu, Istanbul                 | Fenerbahçe  | 3 - 0 | Nilüfer     | 25-19, 25-19, 25-20               |
| 21ª giornata - 15 marzo 2015 BJK Akatlar Arena, Istanbul                       | Beşiktaş    | 0 - 3 | Fenerbahçe  | 27-29, 21-25, 16-25               |
| 22ª giornata - 22 marzo 2015 Burhan Felek Spor Salonu, Istanbul                | Fenerbahçe  | 3 - 0 | Çanakkale   | 25-19, 25-20, 25-20               |

#### Play-off scudetto
| Quarti di finale (gara 1) - 15 aprile 2015 Burhan Felek Spor Salonu, Istanbul | Sarıyer     | 0 - 3 | Fenerbahçe  | 23-25, 25-27, 14-25              |
| Quarti di finale (gara 2) - 18 aprile 2015 Burhan Felek Spor Salonu, Istanbul | Fenerbahçe  | 3 - 0 | Sarıyer     | 25-18, 25-20, 25-23              |
| Final four (gara 1) - 22 aprile 2015 İzmir Atatürk Spor Salonu, Smirne        | Fenerbahçe  | 3 - 1 | Eczacıbaşı  | 25-19, 26-24, 18-25, 25-17       |
| Final four (gara 2) - 23 aprile 2015 İzmir Atatürk Spor Salonu, Smirne        | Galatasaray | 1 - 3 | Fenerbahçe  | 12-25, 18-25, 25-22, 28-30       |
| Final four (gara 3) - 24 aprile 2015 İzmir Atatürk Spor Salonu, Smirne        | VakıfBank   | 0 - 3 | Fenerbahçe  | 26-28, 21-25, 22-25              |
| Final four (gara 4) - 29 aprile 2015 Başkent Voleybol Salonu, Ankara          | Fenerbahçe  | 3 - 2 | VakıfBank   | 22-25, 18-25, 25-23, 25-19, 15-7 |
| Final four (gara 5) - 30 aprile 2015 Başkent Voleybol Salonu, Ankara          | Fenerbahçe  | 3 - 1 | Galatasaray | 21-25, 25-23, 25-14, 25-18       |
| Final four (gara 6) - 1 maggio 2015 Başkent Voleybol Salonu, Ankara           | Eczacıbaşı  | 3 - 1 | Fenerbahçe  | 21-25, 27-25, 21-15, 25-22       |

### Coppa di Turchia

#### Fase a eliminazione diretta
| Quarti di finale (andata) - 19 novembre 2014 Cengiz Göllü Kapalı Spor Salonu, Bursa | Bursa BB   | 1 - 3 | Fenerbahçe | 25-23, 21-25, 23-25, 16-25       |
| Quarti di finale (ritorno) - 18 marzo 2015 Burhan Felek Spor Salonu, Istanbul       | Fenerbahçe | 3 - 0 | Bursa BB   | 25-9, 25-18, 25-13               |
| Semifinali - 11 aprile 2015 Başkent Voleybol Salonu, Ankara                         | Fenerbahçe | 3 - 0 | Eczacıbaşı | 25-22, 25-16, 25-20              |
| Finale - 12 aprile 2015 Başkent Voleybol Salonu, Ankara                             | VakıfBank  | 2 - 3 | Fenerbahçe | 18-25, 25-23, 25-23, 14-25, 9-15 |

### Supercoppa turca

#### Fase a eliminazione diretta
| Finale - 21 ottobre 2014 Başkent Voleybol Salonu, Ankara | VakıfBank | 3 - 0 | Fenerbahçe | 25-20, 25-18, 25-23 |

### Champions League

#### Fase a gironi
| 1ª giornata - 13 novembre 2014 Sala Sporturilor, Bacău            | Știința Bacău | 0 - 3 | Fenerbahçe    | 13-25, 16-25, 21-25        |
| 2ª giornata - 26 novembre 2014 Burhan Felek Spor Salonu, Istanbul | Fenerbahçe    | 3 - 1 | Azəryol       | 25-21, 25-20, 19-25, 25-16 |
| 3ª giornata - 9 dicembre 2014 Complexe Sportif Beaulieu, Nantes   | Nantes        | 0 - 3 | Fenerbahçe    | 15-25, 19-25, 15-25        |
| 4ª giornata - 14 gennaio 2015 Burhan Felek Spor Salonu, Istanbul  | Fenerbahçe    | 3 - 0 | Nantes        | 25-15, 25-14, 25-14        |
| 5ª giornata - 21 gennaio 2015 A.Y.S. Sport Hall, Baku             | Azəryol       | 0 - 3 | Fenerbahçe    | 20-25, 15-25, 24-26        |
| 6ª giornata - 28 gennaio 2015 Burhan Felek Spor Salonu, Istanbul  | Fenerbahçe    | 3 - 0 | Știința Bacău | 25-16, 25-11, 25-13        |

#### Fase ad eliminazione diretta
| Play-off a 12 (andata) - 11 febbraio 2015 Margon Arena, Dresda                | Dresdner   | 0 - 3 | Fenerbahçe | 23-25, 15-25, 15-25               |
| Play-off a 12 (ritorno) - 18 febbraio 2015 Burhan Felek Spor Salonu, Istanbul | Fenerbahçe | 2 - 3 | Dresdner   | 26-24, 24-26, 19-25, 25-18, 13-15 |
| Play-off a 6 (andata) - 5 marzo 2015 Burhan Felek Spor Salonu, Istanbul       | VakıfBank  | 3 - 1 | Fenerbahçe | 25-23, 28-26, 19-25, 25-16        |
| Play-off a 6 (andata) - 12 marzo 2015 Burhan Felek Spor Salonu, Istanbul      | Fenerbahçe | 3 - 2 | VakıfBank  | 25-20, 25-20, 21-25, 15-25, 15-12 |

## Statistiche

### Statistiche di squadra
| Competizione     | Punti | In casa | In casa | In casa | In trasferta | In trasferta | In trasferta | Totale | Totale | Totale |
| Competizione     | Punti | G       | V       | P       | G            | V            | P            | G      | V      | P      |
| ---------------- | ----- | ------- | ------- | ------- | ------------ | ------------ | ------------ | ------ | ------ | ------ |
| Voleybol 1. Ligi | 61,1  | 12      | 11      | 1       | 12           | 11           | 1            | 30     | 27     | 3      |
| Coppa di Turchia | -     | 1       | 1       | 0       | 1            | 1            | 0            | 4      | 4      | 0      |
| Supercoppa turca | -     | -       | -       | -       | -            | -            | -            | 1      | 0      | 1      |
| Champions League | 18    | 5       | 4       | 1       | 5            | 4            | 1            | 10     | 8      | 2      |
| Totale           | -     | 18      | 16      | 2       | 18           | 16           | 2            | 45     | 39     | 6      |

G = partite giocate; V = partite vinte; P = partite perse

### Statistiche dei giocatori
| Giocatore       | Campionato | Campionato | Campionato | Campionato | Campionato | Coppa di Turchia | Coppa di Turchia | Coppa di Turchia | Coppa di Turchia | Coppa di Turchia | Supercoppa turca | Supercoppa turca | Supercoppa turca | Supercoppa turca | Supercoppa turca | Champions League | Champions League | Champions League | Champions League | Champions League | Totale | Totale | Totale | Totale | Totale |
| Giocatore       | P          | PT         | AV         | MV         | BV         | P                | PT               | AV               | MV               | BV               | P                | PT               | AV               | MV               | BV               | P                | PT               | AV               | MV               | BV               | P      | PT     | AV     | MV     | BV     |
| --------------- | ---------- | ---------- | ---------- | ---------- | ---------- | ---------------- | ---------------- | ---------------- | ---------------- | ---------------- | ---------------- | ---------------- | ---------------- | ---------------- | ---------------- | ---------------- | ---------------- | ---------------- | ---------------- | ---------------- | ------ | ------ | ------ | ------ | ------ |
| E. Ağca         | 26         | 19         | 4          | 6          | 9          | 2                | 4                | 2                | 0                | 2                | 1                | 0                | 0                | 0                | 0                | 8                | 2                | 0                | 0                | 2                | 37     | 25     | 6      | 6      | 13     |
| D. Babat        | 25         | 135        | 67         | 49         | 19         | 3                | 17               | 11               | 5                | 1                | 1                | 2                | 1                | 1                | 0                | 4                | 22               | 13               | 5                | 4                | 33     | 176    | 92     | 60     | 24     |
| C. Bauer        | 11         | 120        | 92         | 20         | 8          | 2                | 24               | 17               | 6                | 1                | -                | -                | -                | -                | -                | 10               | 98               | 65               | 25               | 8                | 23     | 242    | 174    | 51     | 17     |
| L. Bosetti      | 14         | 152        | 116        | 22         | 14         | 3                | 30               | 24               | 5                | 1                | -                | -                | -                | -                | -                | 6                | 54               | 39               | 11               | 4                | 23     | 236    | 179    | 38     | 19     |
| M. Dalbeler     | 26         | 2          | 2          | 0          | 0          | 4                | 0                | 0                | 0                | 0                | 1                | 0                | 0                | 0                | 0                | 10               | 0                | 0                | 0                | 0                | 41     | 2      | 2      | 0      | 0      |
| G. Denkel       | 6          | 21         | 10         | 8          | 3          | 0                | 0                | 0                | 0                | 0                | 1                | 1                | 0                | 1                | 0                | 0                | 0                | 0                | 0                | 0                | 7      | 22     | 10     | 9      | 9      |
| E. Dilik        | 26         | 15         | 8          | 1          | 6          | 4                | 7                | 3                | 3                | 1                | 1                | 0                | 0                | 0                | 0                | 1                | 0                | 0                | 0                | 0                | 32     | 22     | 11     | 4      | 7      |
| E. Erdem        | 24         | 227        | 137        | 67         | 23         | 3                | 37               | 24               | 11               | 2                | 1                | 11               | 7                | 4                | 0                | 7                | 59               | 31               | 19               | 9                | 35     | 334    | 199    | 103    | 34     |
| M. İsmailoğlu   | 27         | 130        | 92         | 23         | 15         | 4                | 32               | 21               | 6                | 5                | 1                | 0                | 0                | 0                | 0                | 5                | 22               | 18               | 3                | 1                | 37     | 184    | 131    | 32     | 21     |
| Y.K. Kim        | 23         | 435        | 336        | 39         | 60         | 2                | 56               | 45               | 7                | 4                | 1                | 11               | 10               | 1                | 0                | 8                | 177              | 143              | 4                | 30               | 34     | 679    | 534    | 51     | 94     |
| E. Lo Bianco    | 10         | 16         | 4          | 3          | 9          | 2                | 5                | 2                | 0                | 3                | 1                | 1                | 0                | 0                | 1                | 9                | 15               | 4                | 5                | 6                | 22     | 37     | 10     | 8      | 19     |
| M. Montaño      | 16         | 238        | 206        | 15         | 17         | 1                | 17               | 15               | 0                | 2                | -                | -                | -                | -                | -                | 9                | 132              | 120              | 7                | 5                | 26     | 387    | 341    | 22     | 24     |
| K. Richards     | 15         | 115        | 91         | 10         | 14         | 1                | 6                | 6                | 0                | 0                | 1                | 3                | 3                | 0                | 0                | 7                | 44               | 36               | 3                | 5                | 24     | 168    | 136    | 13     | 19     |
| P. Uslupehlivan | 28         | 202        | 163        | 18         | 21         | 4                | 32               | 25               | 4                | 3                | 1                | 10               | 8                | 0                | 2                | 8                | 25               | 23               | 1                | 1                | 41     | 269    | 219    | 23     | 27     |
| M. Yılmaz       | 14         | 0          | 0          | 0          | 0          | 2                | 0                | 0                | 0                | 0                | 0                | 0                | 0                | 0                | 0                | 5                | 0                | 0                | 0                | 0                | 21     | 0      | 0      | 0      | 0      |

P = presenze; PT = punti totali; AV = attacchi vincenti; MV = muri vincenti; BV = battute vincenti